# Fufius candango
Espèce
Fufius candango est une espèce d'araignées mygalomorphes de la famille des Rhytidicolidae.

## Distribution
Cette espèce est endémique du District fédéral au Brésil,.

## Description
Le mâle holotype mesure 9,74 mm et la femelle paratype mesure 12,71 mm.

## Systématique et taxinomie
Cette espèce a été décrite par Ortega, Nagahama, Motta et Bertani en 2013.

## Publication originale
- Ortega, Nagahama, Motta & Bertani, 2013 : « Three new species of Fufius Simon, 1888 (Araneae, Cyrtaucheniidae) from Brazil with the redescription of Fufius funebris Vellard, 1924 and description of the female of Fufius lucasae Guadanucci & Indicatti, 2004. » ZooKeys, no 352, p. 93-116 (texte intégral).